# Emotional Playground
Albums de Stone
Colours
Emotional Playground est le quatrième album du groupe de Thrash metal Stone. Sorti en 1991, il est produit par Mikko Karmila et le groupe. Moins technique que le précédent, c’est une autre musique qui va annoncer la séparation du groupe à la fin de leur dernier tour en 1991. Cet album est beaucoup moins apprécié auprès du public et de la presse.

## Liste des pistes
1. Small Tales (5:25)
2. Home Base (6:49)
3. Last Chance (4:43)
4. Above The Grey Sky (6:16)
5. Mad Hatter's Den (2:40)
6. Dead End (6:01)
7. Adrift (1:45)
8. Haven (4:45)
9. Years After (5:05)
10. Time Dive (5:47)
11. Missionary Of Charity (4:52)
12. Emotional Playground (3:41)

## Composition du groupe
- Janne Joutsenniemi : chants et basse
- Roope Latvala : Guitare
- Markku Niiranen : Guitare
- Pekka Kasari : Batterie